# Tukuringra
Tukuringra (ros.: Тукурингра) – pasmo górskie w azjatyckiej części Rosji, w obwodzie amurskim, część łańcuchu górskiego Jankan–Tukuringra–Soktachan–Dżagdy, który oddziela Równinę Górnozejską od Równiny Amursko-Zejskiej. Rozciąga się na długości 230 km i szerokości 40–70 km. Wznosi się średnio na wysokość 800–1200 m n.p.m. Najwyższy szczyt osiąga 1605 m n.p.m. Pasmo zbudowane głównie z łupków metamorficznych i piaskowców; obszar aktywny sejsmicznie. Występują złoża rud żelaza, złota, rtęci i innych. Zbocza porośnięte do wysokości 1000–1200 m n.p.m. lasami modrzewiowymi i brzozowymi, w górnej granicy lasu przeważają świerki. W niższych partiach stoków południowych występują lasy brzozowe z domieszką dębu mongolskiego, lipy oraz cytryńca; wyżej znajdują się zarośla sosny karłowej, brzozy karłowatej i rumowiska skalne z bażynami.
Wschodnią część pasma zajmuje Rezerwat Zejski.